# Gran Premio di Gran Bretagna 1984
Il Gran Premio di Gran Bretagna 1984 è stata la decima prova della stagione 1984 del Campionato mondiale di Formula 1. Si è corsa domenica 22 luglio 1984 sul Circuito di Brands Hatch. La gara è stata vinta dall'austriaco Niki Lauda su McLaren-TAG Porsche; per il vincitore si trattò del ventiduesimo successo nel mondiale. Ha preceduto sul traguardo il britannico Derek Warwick su Renault e il brasiliano Ayrton Senna su Toleman-Hart.

## Vigilia

### Sviluppi futuri
La FISA decise di mantenere la limitazione a 220 litri per il serbatoio delle monoposto anche per il 1985. La Renault confermò Derek Warwick, quale pilota titolare, anche per il 1985.
La FISA annunciò, quale novità per il calendario del 1985, l'inserimento di un gran premio da corrersi a Roma, solo però quale prova di riserva del Gran Premio d'Europa. Il calendario sarebbe stato confermato solo a ottobre, ma la prima bozza prevedeva l'esordio il 3 febbraio in Brasile, e proseguiva con la gara di Dallas, che veniva confermata; la stagione si sarebbe dovuta concludere il 5 ottobre in Sudafrica.
La scuderia italiana Minardi, impegnata in Formula 2, presentò a Faenza la monoposto con cui intendeva esordire in F1, a partire dalla stagione 1985.

### Aspetti tecnici
La Brabham presentò la versione B della BT53, con una sospensione anteriore revisionata. Anche l'alettone anteriore veniva rivisto, e la linea della parte anteriore della monoposto riprendeva quella proposta dalla McLaren. Anche la Ferrari presentò una versione rivisitata della sua vettura con pontoni allungati, nuova posizione dei radiatori e alettone anteriore nuovo. La Williams portò una versione della FW9 che presentava una nuova sospensione anteriore, cambiamento di posto per turbo e scambiatori, apparizione di un grosso estrattore d'aria, freni in carbonio SEP e passo allungato di 17 cm. La scuderia britannica confermò che la FW10 sarebbe apparsa solo nel 1985.
Anche la Renault presentò diverse novità: venne abbandonato l'uso del kevlar, sostituito da placche di carbonio all'altezza della pedaliera. Venne montato un nuovo scambiatore di temperatura, che regolava automaticamente la stessa; un nuovo motore che economizzava il consumo di carburante; infine, vi furono delle novità anche sull'aerodinamica della monoposto.
Modifiche limitate vennero presentate dall'Arrows (alla sospensione posteriore, ora più rigida) così come alla RAM e all'ATS.

### Aspetti sportivi
Al termine del GP di Detroit, le vetture della Tyrrell erano state sottoposte a verifica. Il peso delle Tyrrell risultò regolare, ma i tecnici della federazione vollero controllare anche il serbatoio d'acqua delle vetture, all'interno del quale venne scoperto un liquido sconosciuto, nel quale galleggiavano dei pallini di piombo.
A seguito di ulteriori indagini, la Federazione scoprì che sulle vetture inglesi, durante la gara, veniva effettuato un rabbocco con questo liquido contenente pallini di piombo, che serviva per arricchire l'aria immessa sui tromboncini di aspirazione, al fine di ritardare la detonazione del motore, rendendo così possibile l'utilizzo di un maggior rapporto di compressione, ottenendo una maggiore potenza.
Il 18 luglio, la Commissione F1 della FISA con 6 voti favorevoli e 4 schede bianche, decise per l'esclusione della Tyrrell dal campionato. La scuderia britannica veniva accusata di rifornimento illegale di carburante durante la gara, utilizzo di carburante non conforme e presenza di canalizzazioni autosigillanti di sicurezza. Jean-Marie Balestre, il presidente della FISA, annunciò che la zavorra trovata sulle monoposto, dopo i controlli della gara di Detroit, avrebbe superato i 60 kg. Una zavorra non era vietata dal regolamento, ma era ammessa in un unico pezzo, fissata al telaio, rimovibile da uno strumento. Inoltre, il liquido brunastro trovato nel serbatoio dell'acqua, sembrava fosse un combustibile speciale.

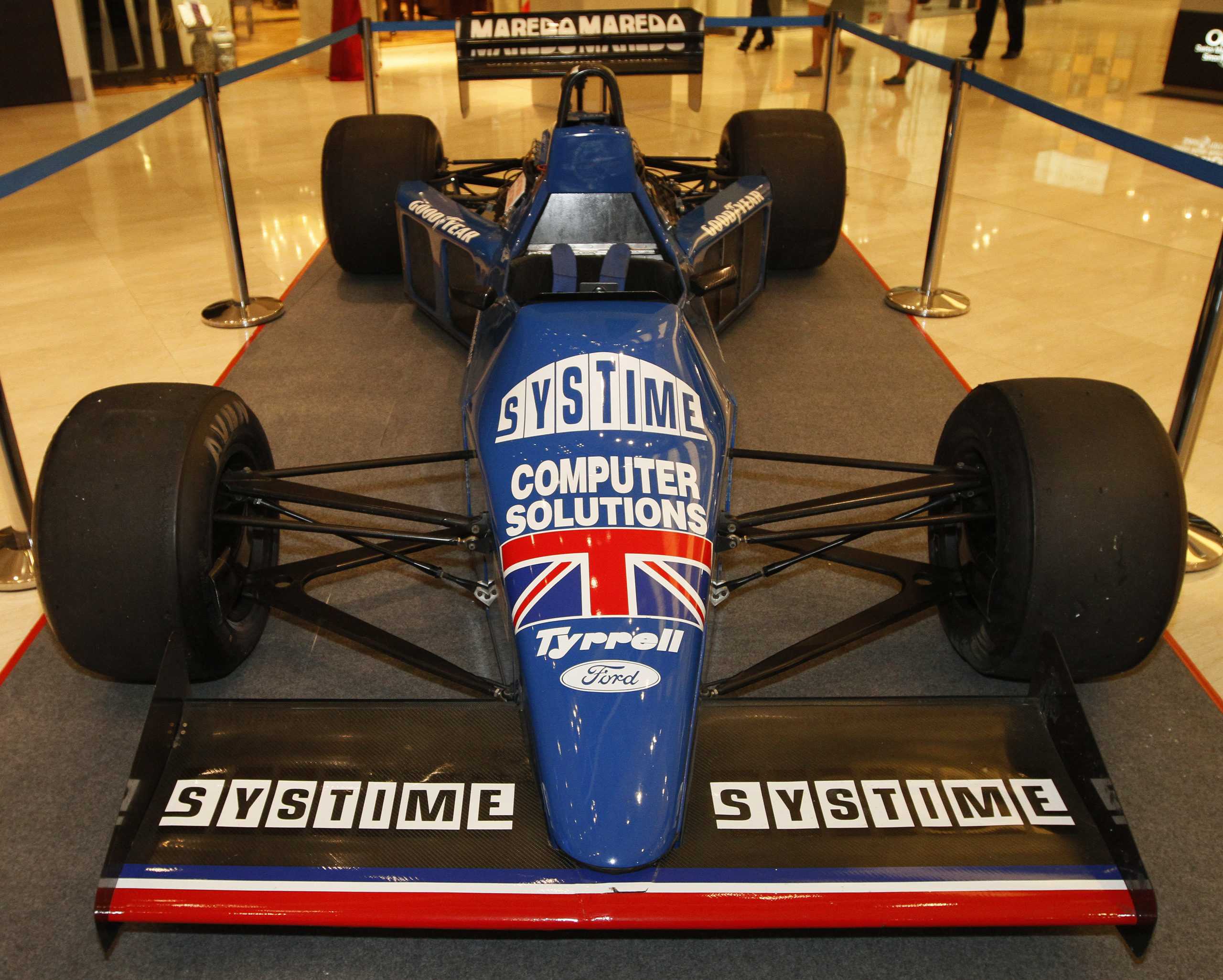
La Tyrrell 012 fu al centro di una controversia regolamentare, che portò all'esclusione della scuderia britannica dal campionato.

La scuderia si difese affermando che i pallini di piombo erano contenuti in una busta che poteva essere sigillata, costituendo così una zavorra come stabilito nel regolamento. La scuderia rimproverò inoltre alla FISA di aver nascosto i risultati delle analisi, cosa che non aveva permesso loro di difendersi. La Tyrrell si rivolse all'Alta Corte di Londra, che al venerdì, prima della gara, mise a confronto gli avvocati delle parti.
L'Alta Corte decise infine di riammettere alla gara la scuderia, in quanto l'esclusione sarebbe stata un ostacolo, al diritto del lavoro per i dipendenti del team, deciso da un tribunale sportivo internazionale, con quartier generale a Parigi.
Nigel Mansell, dopo i fatti del gran premio precedente, in cui aveva cercato di spingere a mano la sua Lotus, rimasta senza carburante a pochi metri dal traguardo, venne squalificato per un anno dalle competizioni; la pena venne accompagnata dalla condizionale, che consentì al pilota britannico di partecipare al resto del campionato.
Teo Fabi tornò al volante della Brabham, al posto del fratello Corrado. La Tyrrell decise di sostituire l'infortunato Martin Brundle con lo svedese Stefan Johansson. Johansson aveva corso 6 gare con la Spirit nel 1983, e tra il 1980 e il 1981 aveva tentato in qualche occasione di qualificarsi, senza successo, con Shadow e March. L'Osella iscrisse una seconda vettura, per Jo Gartner.
Il tracciato di Brands Hatch tornò a ospitare, nella solita alternanza con Silverstone, il Gran Premio di Gran Bretagna. Il tracciato aveva comunque ospitato il Campionato mondiale del 1983, quale sede del Gran Premio d'Europa.
Uno sciopero dei traghetti che collegavano l'Inghilterra con la Francia provocò grossi problemi per l'arrivo delle vetture delle scuderie che avevano sede sul continente. Le vetture dovettero essere inviate per via aerea: vi furono però dei problemi burocratici alle dogane, che fecero giungere in ritardo le monoposto. Un mese prima della gara, in alcune prove libere effettuate sul tracciato, la Lotus ottenne un tempo attorno al minuto e dieci secondi, mentre le Ferrari risultarono staccate di due secondi circa.

## Prove libere
Nelle prime fasi delle prove libere del venerdì, Johnny Cecotto perse il controllo della sua Toleman andando a sbattere contro le barriere, alla curva Westfield. L'anteriore della macchina si distrusse, provocando fratture multiple alle gambe del pilota venezuelano che, di fatto, concluse la sua carriera in F1. Il pilota venne trovato dai soccorritori, che impiegarono venti minuti per estrarre il pilota dalla vettura, con le gambe esposte fuori dal musetto dell'abitacolo. Cecotto fu trasportato all'ospedale St. Mary Hospital di Sideup, dove venne sottoposto a un intervento chirurgico della durata di tre ore. L'incidente provocò anche uno slittamento di un'ora e mezza delle prime prove ufficiali. L'altro pilota della Toleman in quelle prove del venerdi, Ayrton Senna, ottenne il quarto tempo.

## Qualifiche

### Resoconto
Le Tyrrell poterono partecipare alla prima giornata di prove ufficiali, sulla base di una decisione dell'Alta Corte di Londra. La FISA avvertì la scuderia britannica che nelle gare successive avrebbe fatto rispettare le proprie regole. Venne prospettato anche che la gara, in caso di partecipazione della Tyrrell, avrebbe potuto essere considerata non valida per il Campionato mondiale, ma tale decisione avrebbe provocato una decurtazione degli ingaggi per le scuderie, spingendo molte ad abbandonare il circuito prima della gara stessa. Vi era inoltre la possibilità che, se qualche vettura avesse avuto un incidente con una delle Tyrrell, la scuderia coinvolta avrebbe potuto chiedere l'annullamento del gran premio.
Nella prima sessione di qualifiche Alain Prost colse il tempo migliore, in 1'11"494, davanti al compagno di scuderia Niki Lauda, staccato di un decimo. Terzo chiuse Elio De Angelis, con 1'11"734.
Anche al sabato le Tyrrell poterono prendere parte alle qualifiche ma la FISA ribadì che, nel caso le due vetture si fossero qualificate, ciò non avrebbe impedito al pilota col ventisettesimo tempo di partecipare comunque alla gara, che sarebbe stata, per regolamento, limitata a sole 26 vetture. La Federazione stabilì anche che se le vetture della Tyrrell fossero giunte nella zona dei punti, non sarebbero stati attribuiti punti al costruttore britannico.
La Brabham abbandonò la nuova geometria delle sospensioni posteriori, che aveva debuttato al venerdì. Ciò consentì a Nelson Piquet, solo dodicesimo al venerdì, di conquistare la pole position, abbattendo il muro del minuto e undici. I due piloti della McLaren rimasero al secondo e terzo posto, davanti a De Angelis e Rosberg. Le prove segnarono un buon risultato per le vetture gommate dalla Michelin, mentre furono penalizzate le scuderie rifornite dalla Goodyear. Al termine delle prove vi fu una lite tra René Arnoux e Ayrton Senna, col brasiliano che accusò il francese di averlo ostacolato durante un giro veloce. Le due Tyrrell chiusero col venticinquesimo e ventiseiesimo tempo, mentre il pilota col ventisettesimo tempo, Jo Gartner, venne ammesso comunque alla gara, come già annunciato dalla FISA, con l'approvazione dei direttori sportivi delle altre scuderie.
In una conferenza stampa, al sabato sera, Jean-Marie Balestre, presidente della FISA, confermò che la Tyrrell partecipava alla gara ma che sarebbe stata esclusa dal resto del campionato. Ken Tyrrell, dal suo canto, annunciò di voler portare la questione di fronte al Tribunale dell'Appello della FIA, e che le tracce di carburante trovate dai tecnici nei campioni prelevati erano infinitesimali rispetto a quando annunciato.

### Risultati
I risultati delle qualifiche furono i seguenti:
| Pos                     | N° | Pilota             | Costruttore           | Tempo    | Griglia |
| ----------------------- | -- | ------------------ | --------------------- | -------- | ------- |
| 1                       | 1  | Nelson Piquet      | Brabham-BMW           | 1'10"869 | 1       |
| 2                       | 7  | Alain Prost        | McLaren-TAG Porsche   | 1'11"076 | 2       |
| 3                       | 8  | Niki Lauda         | McLaren-TAG Porsche   | 1'11"344 | 3       |
| 4                       | 11 | Elio De Angelis    | Lotus-Renault         | 1'11"573 | 4       |
| 5                       | 6  | Keke Rosberg       | Williams-Honda        | 1'11"603 | 5       |
| 6                       | 16 | Derek Warwick      | Renault               | 1'11"703 | 6       |
| 7                       | 19 | Ayrton Senna       | Toleman-Hart          | 1'11"890 | 7       |
| 8                       | 12 | Nigel Mansell      | Lotus-Renault         | 1'12"435 | 8       |
| 9                       | 27 | Michele Alboreto   | Ferrari               | 1'13"122 | 9       |
| 10                      | 15 | Patrick Tambay     | Renault               | 1'13"138 | 10      |
| 11                      | 14 | Manfred Winkelhock | ATS-BMW               | 1'13"374 | 11      |
| 12                      | 18 | Thierry Boutsen    | Arrows-BMW            | 1'13"528 | 12      |
| 13                      | 28 | René Arnoux        | Ferrari               | 1'13"934 | 13      |
| 14                      | 2  | Teo Fabi           | Brabham-BMW           | 1'14"040 | 14      |
| 15                      | 17 | Marc Surer         | Arrows-BMW            | 1'14"336 | 15      |
| 16                      | 5  | Jacques Laffite    | Williams-Honda        | 1'14"568 | 16      |
| 17                      | 22 | Riccardo Patrese   | Alfa Romeo            | 1'14"568 | 17      |
| 18                      | 23 | Eddie Cheever      | Alfa Romeo            | 1'14"609 | 18      |
| 19                      | 26 | Andrea De Cesaris  | Ligier-Renault        | 1'15"112 | 19      |
| 20                      | 25 | François Hesnault  | Ligier-Renault        | 1'15"837 | 20      |
| 21                      | 24 | Piercarlo Ghinzani | Osella-Alfa Romeo     | 1'16"466 | 21      |
| 22                      | 21 | Huub Rothengatter  | Spirit-Hart           | 1'16"759 | 22      |
| 23                      | 10 | Jonathan Palmer    | RAM-Hart              | 1'17"265 | 23      |
| 24                      | 9  | Philippe Alliot    | RAM-Hart              | 1'17"517 | 24      |
| 25                      | 3  | Stefan Johansson   | Tyrrell-Ford Cosworth | 1'17"777 | 25      |
| 26                      | 4  | Stefan Bellof      | Tyrrell-Ford Cosworth | 1'17"893 | 26      |
| Vetture non qualificate |    |                    |                       |          |         |
| NQ                      | 30 | Jo Gartner         | Osella-Alfa Romeo     | 1'18"121 | 27      |

## Gara

### Resoconto
Prima del via i commissari tecnici della federazione scoprirono sul fondo delle Tyrrell dei fori illegali, che dovettero essere coperti prima del via.
Keke Rosberg dovette affrontare la gara col muletto, a causa di un problema alla pressione della pompa della benzina.
Alla partenza Nelson Piquet mantenne il comando, seguito da Alain Prost, Elio De Angelis e Niki Lauda. L'austriaco passò De Angelis alla Druids, mentre, alla curva Graham Hill Riccardo Patrese perse il controllo della sua Alfa Romeo, per evitare la vettura di Jacques Laffite, mettendola di traverso; il padovano recuperò il controllo della vettura, ma il compagno di team Eddie Cheever fu costretto a rallentare di colpo, e venne a sua volta centrato da Philippe Alliot. La RAM del francese si alzò da terra, dopo aver colpito la Tyrrell di Stefan Johansson. Jo Gartner, che non trovò lo spazio, perse la sua Osella e andò a sbattere contro un muro di gomme. Alliot, Johansson e Gartner furono costretti all'abbandono.
La corsa continuò con Piquet al comando, capace di allungare sul dritto, mentre nel misto doveva difendersi da Prost, penalizzato da una scelta di gomme infelice, che portava al sovrasterzo. Al secondo giro Lauda superò De Angelis, portandosi al terzo posto. Al decimo giro Piquet venne passato prima da Prost (alla Paddock Hill) e poi da Lauda (alla Druids). Il brasiliano rientrò subito ai box per cambiare le gomme. Poco dopo Jonathan Palmer uscì di pista, alla Clearways, a causa di un guasto allo sterzo. Il pilota uscì indenne, ma la gara venne sospesa per permettere di sistemare la barriera danneggiata. La gara ripartì, ma la classifica sarebbe stata stilata per somma di tempi, con prima parte determinata sulla base dell'undicesimo giro, quando Piquet era ancora davanti alle due McLaren. Questa decisione fece infuriare Prost, che accusò i commissari di favorire Piquet, su pressione di Bernie Ecclestone. Il gran premio veniva ridotto a 71 giri.
Il gran premio ripartì con Piquet, davanti a Prost, Lauda, Warwick, De Angelis, Senna, Alboreto e Tambay. Malgrado qualche riparazione non poterono prendere parte alla seconda partenza né Keke Rosberg, né Teo Fabi, ritirati nella prima parte di gara, mentre a Manfred Winkelhock furono i commissari a non permettere di riprendere il gran premio.
Alla ripartenza Alain Prost passò subito Piquet, che dovette anche difendersi da Lauda. Tambay prese subito una posizione ad Alboreto. Il pilota della Ferrari cedette poi a Ayrton Senna, Andrea De Cesaris e anche al compagno di team René Arnoux. Al giro ventisette Arnoux cercò di passare De Cesaris, che oppose una strenua resistenza.
Al giro 29 Piquet dovette cedere la posizione a Lauda. Considerando che la classifica era per somma di tempi, Prost si trovava a condurre con 6 secondi di margine su Lauda, mentre Piquet conservava la terza posizione. Tambay si fermò per il cambio gomme, scalando settimo. Al trentottesimo giro Prost fu costretto al ritiro, con il cambio fuori uso. Niki Lauda si trovò così a condurre. Seguiva Piquet, Warwick, De Angelis, Senna e Tambay.
Al quarantaquattresimo giro Lauda si trovò di fronte il gruppo da piloti da doppiare, De Cesaris, Alboreto e Arnoux. Alboreto sfruttò il momento per passare De Cesaris e, grazie al suo ritmo, rese difficile a Lauda il doppiaggio. Ciò portò Piquet ad avvicinarsi all'austriaco della McLaren. La lotta tra De Cesaris e Arnoux fece perdere del tempo anche a Derek Warwick, in fase di doppiaggio. Al giro 64 Arnoux tentò di passare alla Druids, le due vetture arrivarono a una collisione, ma entrambi i piloti poterono proseguire la gara.
Piquet soffriva si un problema al turbo della sua Brabham, e decise così di concludere la gara a ritmo ridotto. Al giro 66 Ayrton Senna superò Elio De Angelis, alla Paddock Bend, favorito dalla difficile condizione degli pneumatici della Lotus del pilota romano. Nei giri successivi le difficoltà tecniche della vettura di Piquet costrinsero il brasiliano a cedere diverse posizioni, prima a Warwick, poi a Senna e a De Angelis. Al giro 68 Piquet venne passato anche da Tambay e da Alboreto.
De Angelis si trovò, negli ultimi giri, a subire una perdita di potenza del turbo. Al giro 69 anche Arnoux passò Piquet, mentre nell'ultimo giro Tambay si fermò col propulsore in panne, per un surriscaldamento dovuto a un pezzo della vettura di Piquet che si era conficcata in un radiatore.
Niki Lauda colse il suo ventiduesimo successo nel mondiale, davanti a Derek Warwick e Ayrton Senna. Elio De Angelis chiuse quarto, mentre giunsero a punti anche le due Ferrari. Lauda raggiunse i 367,5 punti iridati, battendo così il limite stabilito da Jackie Stewart (360).

### Risultati
I risultati del gran premio furono i seguenti:
| Pos | Nº | Pilota             | Costruttore           | Giri | Tempo/Ritiro                 | Pos. Griglia | Punti |
| --- | -- | ------------------ | --------------------- | ---- | ---------------------------- | ------------ | ----- |
| 1   | 8  | Niki Lauda         | McLaren-TAG Porsche   | 71   | 1h 29'28"532                 | 3            | 9     |
| 2   | 16 | Derek Warwick      | Renault               | 71   | +42"123                      | 6            | 6     |
| 3   | 19 | Ayrton Senna       | Toleman-Hart          | 71   | +1'03"328                    | 7            | 4     |
| 4   | 11 | Elio De Angelis    | Lotus-Renault         | 70   | +1 giro                      | 4            | 3     |
| 5   | 27 | Michele Alboreto   | Ferrari               | 70   | +1 giro                      | 9            | 2     |
| 6   | 28 | René Arnoux        | Ferrari               | 70   | +1 giro                      | 13           | 1     |
| 7   | 1  | Nelson Piquet      | Brabham-BMW           | 70   | +1 giro                      | 1            |       |
| 8   | 15 | Patrick Tambay     | Renault               | 69   | Turbo                        | 10           |       |
| 9   | 24 | Piercarlo Ghinzani | Osella-Alfa Romeo     | 68   | +3 giri                      | 21           |       |
| 10  | 26 | Andrea De Cesaris  | Ligier-Renault        | 68   | +3 giri                      | 19           |       |
| SQ  | 4  | Stefan Bellof      | Tyrrell-Ford Cosworth | 68   | Squalificato                 | 26           |       |
| 11  | 17 | Marc Surer         | Arrows-BMW            | 67   | +4 giri                      | 15           |       |
| 12  | 22 | Riccardo Patrese   | Alfa Romeo            | 66   | +5 giri                      | 17           |       |
| NC  | 21 | Huub Rothengatter  | Spirit-Hart           | 62   | Non classificato             | 22           |       |
| Rit | 25 | François Hesnault  | Ligier-Renault        | 43   | Problemi elettrici           | 20           |       |
| Rit | 7  | Alain Prost        | McLaren-TAG Porsche   | 37   | Cambio                       | 2            |       |
| Rit | 12 | Nigel Mansell      | Lotus-Renault         | 24   | Cambio                       | 8            |       |
| Rit | 18 | Thierry Boutsen    | Arrows-BMW            | 24   | Problemi elettrici           | 12           |       |
| Rit | 5  | Jacques Laffite    | Williams-Honda        | 14   | Pompa dell'acqua             | 16           |       |
| Rit | 10 | Jonathan Palmer    | RAM-Hart              | 10   | Incidente                    | 23           |       |
| Rit | 2  | Teo Fabi           | Brabham-BMW           | 9    | Problemi elettrici           | 14           |       |
| Rit | 14 | Manfred Winkelhock | ATS-BMW               | 8    | Testacoda                    | 11           |       |
| Rit | 6  | Keke Rosberg       | Williams-Honda        | 5    | Motore                       | 5            |       |
| SQ  | 3  | Stefan Johansson   | Tyrrell-Ford Cosworth | 1    | Squalificato                 | 25           |       |
| Rit | 23 | Eddie Cheever      | Alfa Romeo            | 0    | Incidente alla partenza      | 18           |       |
| Rit | 9  | Philippe Alliot    | RAM-Hart              | 0    | Incidente alla partenza      | 24           |       |
| Rit | 30 | Jo Gartner         | Osella-Alfa Romeo     | 0    | Incidente alla partenza      | 27           |       |
| SP  | 20 | Johnny Cecotto     | Toleman-Hart          |      | Incidente nelle prove libere |              |       |

## Classifiche

### Piloti
| Pos. | Pilota             | Punti |
| ---- | ------------------ | ----- |
| 1    | Alain Prost        | 35,5  |
| 3    | Niki Lauda         | 33    |
| 3    | Elio De Angelis    | 29    |
| 4    | René Arnoux        | 24    |
| 5    | Keke Rosberg       | 20,5  |
| 6    | Derek Warwick      | 19    |
| 7    | Nelson Piquet      | 18    |
| 8    | Michele Alboreto   | 11,5  |
| 9    | Ayrton Senna       | 9     |
| 10   | Patrick Tambay     | 8     |
| 11   | Nigel Mansell      | 6     |
| 12   | Jacques Laffite    | 5     |
| 13   | Teo Fabi           | 4     |
| 14   | Eddie Cheever      | 3     |
| 15   | Riccardo Patrese   | 3     |
| 16   | Andrea De Cesaris  | 3     |
| 17   | Thierry Boutsen    | 3     |
| 18   | Piercarlo Ghinzani | 2     |

### Costruttori
| Pos. | Team                 | Punti |
| ---- | -------------------- | ----- |
| 1    | McLaren-TAG Porsche  | 68,5  |
| 2    | Ferrari              | 35,5  |
| 3    | Lotus-Renault        | 35    |
| 4    | Renault              | 27    |
| 5    | Williams-Honda       | 25,5  |
| 6    | Brabham-BMW          | 22    |
| 7    | Toleman-Hart         | 9     |
| 8    | Alfa Romeo           | 6     |
| 9    | Ligier-Renault       | 3     |
| 10   | Arrows-Ford Cosworth | 3     |
| 11   | Osella-Alfa Romeo    | 2     |

## Decisioni della FIA
La squalifica della Tyrrell venne confermata dal Tribunale d'Appello della FISA, dopo una riunione del 29 agosto. La scuderia venne esclusa dai successivi gran premi.
Il 9 ottobre la FISA decise di rideterminare le classifiche di tutte le gare, fino a quel momento disputate, facendo scalare in graduatoria tutti i piloti classificatisi alle spalle dei piloti della Tyrrell. Ciò non portò a redistribuzioni dei punti, per questa gara, in quanto Stefan Bellof si era classificato al di fuori della zona dei punti, mentre Stefan Johansson si era ritirato durante la gara.